# Xenimpia opala
Xenimpia opala är en fjärilsart som beskrevs av Robert H. Carcasson 1964. Xenimpia opala ingår i släktet Xenimpia och familjen mätare. Inga underarter finns listade i Catalogue of Life.